# Баич, Джюро
Джюро Баич (серб. Ђуро Баић, 15 июня 1921, Пецка — 1 марта 1942, Врнограч) — югославский студент-антифашист, Народный герой Югославии.

## Биография
Родился 15 июня 1921 в селе Пецка близ Вргинмоста в сербской семье. Окончил школу в Сисаке. С молодости состоял в Союзе коммунистической молодёжи Югославии, основал в том же Сисаке ячейку СКМЮ. После закрытия школы в апреле 1941 года и начале войны Югославии против стран Оси ушёл в партизанское подполье, организовав первые отряды в Пецке, Перне, Катиноваце и Црни-Потоке. В июле 1941 года Джюро сформировал в своём селе партийную организацию и партизанский отряд численностью сначала в 15, а затем и в 40 человек, став его политруком.
27 июля 1941 Баич официально возглавил партизанское движение в своей деревне. В первых боях он контактировал с Банийским партизанским отрядом в Шамарице, набирая девушек в Женский антифашистский фронт и организуя первые антифашистские советы в деревнях. 1 марта 1942 он в составе 3-го батальона 1-го Кордунского отряда организовал атаку на Врнограч. Отряд из 14 человек ворвался во Врнограч, а Джуро лично уничтожил пять усташских солдат и жандармов. Однако вскоре местечко было окружено усташским подкреплением и отрядом домобранских ополченцев. Баич в восьмичасовом бою потерял шесть человек, а когда противник организовал последнюю атаку, в отряде оставалось только девять человек, пять из которых были ранены. Все девять человек погибли: Джюро подорвал себя гранатой.
Указом Иосипа Броза Тито от 24 июля 1953 Джюро Баичу было посмертно присвоено звание Народного героя.